# فرایند سوختن سیلیسیم
فرایند سوختن سیلیسیم(به انگلیسی: Silicon-burning process) مجموعه‌ای از واکنش‌های همجوشی هسته‌ای است که در ستاره‌های عظیم با حداقل جرم ۸ تا ۱۱ برابر جرم خورشید، به وقوع می‌پیوندد. این فرایند در رشته اصلی نمودار هرتسپرونگ-راسل، مرحله پایانی فرایندهای هسته‌ای است که در ستارگان بزرگ که به پایان عمر خود رسیده‌اند، رخ می‌دهد.